# Avenida VP-8
Avenida VP-8, Via Principal Número 8, ou simplesmente VP-8, é um dos principais logradouros de Marabá. A avenida abriga a Nova Marabá, que é um núcleo urbano planejado, e tem os nomes de seus bairros denominados de folhas como característica. 
A VP-8, é o principal tronco viário da Nova Marabá, e também abriga o principal centro comercial do município. A avenida começa na Rotatória Castelo Branco e termina na Rodovia Paulo Fontelles.